# Otterfing
Otterfing est une commune de Bavière (Allemagne), située dans l'arrondissement de Miesbach, dans le district de Haute-Bavière.

## Géographie

### Situation géographique et zone municipale
Otterfing s'étend sur les collines de moraines d'extrémité de la dernière période glaciaire dans les contreforts des Alpes avec une vue sur les montagnes de Mangfall. Le village d'Otterfing est situé au milieu de la Haute-Bavière, dans la route fédérale Bundesstraße 13, à seulement 4 km au nord de Holzkirchen, directement à la limite sud du Landkreis de Munich. Au nord, la Hofoldinger Forst est limitrophe de la commune. À la suite de la dissolution de cette zone forestière en tant que zone exempte de communautés, une partie de celle-ci a été attribuée à Otterfing le 1er janvier 2011 .
Il se trouve à 30 km de Munich, la capitale du Land, à 23 km de Miesbach, à 21 km de Wolfratshausen, à 22 km de Bad Tölz et à 37 km de Rosenheim.

### Quartiers
En plus d'Otterfing lui-même, il y a cinq quartiers :
- Bergham, à environ 0,5 km à l'ouest du centre-ville
- Heigenkam, environ 2,4 km au nord-ouest
- Holzham, env. 0,7 km au sud-est
- Palnkam, environ 1,6 km au sud-ouest du centre-ville et 1 km à l'ouest de la route fédérale 13
- Wettlkam, environ 2,2 km au nord-ouest

### Communautés voisines
Sauerlach, Aying (arrondissement Landkreis München), Holzkirchen (arrondissement Landkreis Miesbach) et Dietramszell (arrondissement Landkreis Bad Tölz-Wolfratshausen).

## Histoire

### Jusqu'à l'implantation de la communauté
Des découvertes archéologiques prouvent le peuplement déjà à l'époque celtique. En 1942, le tombeau mortuaire d'une femme de la fin de l'époque romaine (environ 350 à 355 ap. J.-C.) a été découvert lors de fouilles près de la gare ferroviaire. Entre autres objets funéraires, une pièce de monnaie du règne de Constance II a été retrouvée à une profondeur de 1,30 mètre.
Otterfing a été mentionné pour la première fois en 1003 comme "Otolvinga" dans un livre de tradition du monastère de Tegernsee. Après beaucoup d'orthographes différentes l'endroit est appelé Otterfing déjà 1568 dans les tables terrestres bavaroises de Philipp Apian.
Otterfing est une communauté politique indépendante depuis les réformes administratives en Bavière en 1818.